# I. F. Stone

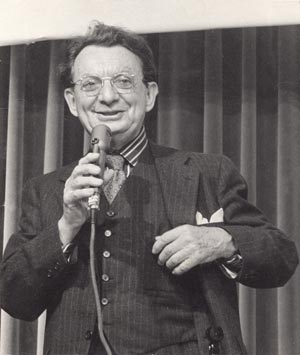
I. F. Stone im April 1972

Isidor Feinstein Stone (* 24. Dezember 1907 in Philadelphia; † 18. Juni 1989 in Boston) war ein amerikanischer Investigativjournalist. Zwischen 1953 und 1971 veröffentlichte er den Newsletter I. F. Stone's Weekly.

## Leben
Stone war das Kind jüdisch-russischer Migranten und wurde in Philadelphia geboren. Die Journalistin und Kritikerin Judy Stone war seine Schwester.
Er besuchte die High School in Haddonfield. Seine Karriere als Journalist begann im zweiten High-School-Jahr. Stone gründete die Zeitung The Progress. Später arbeitete er für die Haddonfield Press und den Camden Courier-Post. Nach dem Ausscheiden aus der University of Pennsylvania fing er bei dem The Philadelphia Inquirer an.
Während der 1930er Jahre war Stone ein aktives Mitglied der Popular Front, die gegen Adolf Hitler und die Nazis aktiv war.
I.F. Stone heiratete Esther Roisman im Jahr 1929. Das Paar hatte drei Kinder.

## Arbeitsstil
Victor Navasky vom Magazin The Nation sagte, dass harte Arbeit ein Markenzeichen von Stones Arbeit ist. Als Reporter nutzte er öffentlich verfügbare Quellen für seine Arbeit. Er verschlang diese Dokumente, arbeitete beispielsweise am Congressional Record, studierte Protokolle öffentlicher Anhörungen, Debatten und Berichte.

## Karriere

### Die New York Post
Stone arbeitete im Jahr 1933 als Reporter für die New York Post. Dabei unterstützte er die Arbeit von Franklin D. Roosevelt, insbesondere die Politik des New Deal. In seinem Buch The Court disposes kritisierte er die reaktionäre Rolle des US Supreme Court. Dadurch würde die Umsetzung der Reformen des New Deal blockiert.
Stern und Stone stritten in der Zeit über Journalismus, seine Praxis und Praktiken. Nach einer Beschwerde über unfaire Arbeitsbedingungen und einer Entscheidung gegen ihn verließ er die New York Post.

### The Nation
Nachdem er die New York Post verlassen hatte, arbeitete Stone für The Nation. Zuerst als Mitherausgeber und später als Herausgeber in Washington, D.C. In seinem 1941 erschienenen Buch Business as Usual: The First Year of Defense berichtete Stone über ineffiziente Planung und Ausführung der Industriemonopole. Stone enthüllte den institutionellen Rassismus und Antisemitismus im Einstellungsprozess des FBI. Durch spezielle Fragen sollten subversive Kräfte entdeckt, identifiziert und ausgeschlossen werden. Die Leser dankten The Nation für die Berichte. Auf der anderen Seite  wurde Stone von rechtsgerichteten Kräften kritisiert, dass er seine Quellen anonym hielt.
Im Jahr 1946 kündigte Freda Kirchwey Stone, weil er eine Stelle bei PM (Picture Magazine) angenommen hatte. Er sollte als Auslandskorrespondent über das Jewish Resistance Movement im Völkerbundsmandat für Palästina berichten. Auf dem Mandatsgebiet sollten später Israel und andere Staaten entstehen.

### PM (Picture Magazine)
Stone war der Korrespondent für PM in Washington, D.C. Dort veröffentlichte er eine Reihe von Artikeln über jüdische Flüchtlinge die nach Palästina wollten. Später schrieb er das Buch Underground to Palestine über die Lage. Im Jahr 1948 wurde die PM geschlossen. Stone arbeitete dann beim New York Star und später beim The Daily Compass.

### Zionismus und der Staat Israel
Am Ende des Zweiten Weltkrieges ging Stone in das Völkerbundsmandat für Palästina, um über die Massenmigration europäischer Juden zu berichten. Speziell die Opfer der Nazis aus den osteuropäischen Ländern flohen. In seinem Buch Underground to Palestine berichtete Stone, dass es den politischen, finanziellen und persönlichen Interessen der Juden mehr nutzen würde, wenn sie in die USA emigrieren würden.
Als säkularer Jude unterstützte Stone den Staat Israel, noch bevor dieser von den USA anerkannt wurde. Als politisch moderater Zionist war er für eine Ein-Staaten-Lösung, in dem Israel von palästinensischen Juden und palästinensischen Arabern gleichrangig bewohnt würde.

### I. F. Stone Weekly
In den 1930er Jahren war Stone ein Journalist im Mainstream. Zwanzig Jahre später hatte er es erheblich schwerer, Arbeit zu finden, vermutlich auch, weil er sich öffentlich als Weggenosse bekannte. Dies führte dazu, dass Stone im Jahr 1953 seinen Newsletter I. F. Stone Weekly startete. Der Muckraker George Seldes war mit seinem Magazin In Fact dabei eine Inspiration für Stone. In den Folgejahren positionierte sich der Newsletter gegen McCarthyism und Rassendiskriminierung.
Durch das Studium öffentlicher Quellen fand er Widersprüche in den Angaben zum Vorfall im Golf von Tonkin. In den 1960er Jahren kritisierte er den Vietnamkrieg. In der Spitze hatte das Magazin etwa 70.000 Abonnenten und galt als sehr einflussreich.
| Personendaten    | Personendaten                                |
| ---------------- | -------------------------------------------- |
| NAME             | Stone, I. F.                                 |
| ALTERNATIVNAMEN  | Stone, Isidor Feinstein (vollständiger Name) |
| KURZBESCHREIBUNG | amerikanischer Investigativjournalist        |
| GEBURTSDATUM     | 24. Dezember 1907                            |
| GEBURTSORT       | Philadelphia                                 |
| STERBEDATUM      | 18. Juni 1989                                |
| STERBEORT        | Boston                                       |